# Asier González Pérez
Asier González Pérez, más conocido como Asier González (Bilbao, 20 de abril de 2000), es un jugador de baloncesto español que juega en el FC Cartagena Baloncesto de la Primera FEB. Con 2,02 de estatura, su puesto natural en la cancha es el de ala-pívot.

## Trayectoria
Comenzó su carrera las categorías inferiores del Santurtzi SK donde comenzó a jugar a los 16 años. En la temporada 2019-20, logra debutar en Liga EBA con el conjunto bilbaíno.
En la temporada 2020-21, forma parte del CB Getxo de Primera Nacional. Tras logar el ascenso a liga EBA con el conjunto guechotarra, disputaría dos temporadas con un promedio de valoración de 30 minutos, 13 rebotes y 22 de valoración.
El 22 de julio de 2023, firma por el FC Cartagena Baloncesto de la Liga LEB Plata. Con el conjunto cartagenero logaría de nuevo el ascenso a la Liga LEB Oro.
El 9 de julio de 2024, renueva su contrato para formar parte de la plantilla del FC Cartagena Baloncesto en la Primera FEB.